# Cricula
Cricula is een geslacht van vlinders van de familie nachtpauwogen (Saturniidae), uit de onderfamilie Saturniinae.

## Soorten
- C. agria Jordan, 1909
- C. andamanica Jordan, 1909
- C. andrei Jordan, 1909
- C. australosinica Brechlin, 2004
- C. banggaiensis Naumann & Paukstadt, 1997
- C. bornea Watson, 1913
- C. cameronensis U. & L. Paukstadt, 1998
- C. ceylonica Jordan, 1909
- C. drepanoides Moore, 1865
- C. elaezia Jordan, 1909
- C. flavoglena Chu & Wang, 1993
- C. hainanensis Brechlin, 2004
- C. hayatiae U. Paukstadt & Suhardjono, 1992
- C. jordani Bryk, 1944
- C. kransi Jurriaanse & Lindemans, 1920
- C. luzonica Jordan, 1909
- C. mindanaensis Naessig & Treadaway, 1997
- C. palawanica Brechlin, 2001
- C. parvifenestrata Bryk, 1944
- C. quinquefenestrata Roepke, 1940
- C. sumatrensis Jordan, 1939
- C. trifenestrata (Helfer, 1837)
- C. vietnama Brechlin, Naessig & Naumann, 1999
- C. zubsiana Naessig, 1985